# Camilo (calciatore 1999)
Camilo Reijers de Oliveira, noto semplicemente come Camilo (Mogi Mirim, 23 febbraio 1999), è un calciatore brasiliano, centrocampista del Grêmio.

## Caratteristiche tecniche
È un centrocampista offensivo.

## Carriera
Cresciuto nel settore giovanile del Ponte Preta, debutta in prima squadra il 18 maggio 2019 in occasione dell'incontro di Série B vinto 1-0 contro l'Operário-PR.
Nel febbraio 2020 viene acquistato a titolo definitivo dall'Olympique Lione che lo aggrega alla propria seconda squadra. Nel marzo 2021 fa ritorno in prestito in Brasile firmando con il Cuiabá.

## Statistiche
Statistiche aggiornate al 1º luglio 2021.

### Presenze e reti nei club
| Stagione        | Squadra           | Campionato      | Campionato | Campionato | Coppe nazionali | Coppe nazionali | Coppe nazionali | Coppe continentali | Coppe continentali | Coppe continentali | Altre coppe | Altre coppe | Altre coppe | Totale | Totale | Totale |
| Stagione        | Squadra           | Comp            | Pres       | Reti       | Comp            | Pres            | Reti            | Comp               | Pres               | Reti               | Comp        | Pres        | Reti        | Pres   | Reti   |        |
| --------------- | ----------------- | --------------- | ---------- | ---------- | --------------- | --------------- | --------------- | ------------------ | ------------------ | ------------------ | ----------- | ----------- | ----------- | ------ | ------ | ------ |
| 2019            | Ponte Preta       | A1/SP+B         | 0+30       | 0+2        | CB              | 0               | 0               |                    | -                  | -                  |             | -           | -           | 30     | 2      |        |
| 2020            | Ponte Preta       | A1/SP+B         | 2+0        | 1+0        | CB              | 0               | 0               |                    | -                  | -                  |             | -           | -           | 2      | 1      |        |
| feb.-ago. 2020  | Olympique Lione 2 | N2              | 3          | 0          |                 | -               | -               |                    | -                  | -                  |             | -           | -           | 3      | 0      |        |
| 2020-2021       | Olympique Lione 2 | N2              | 1          | 0          |                 | -               | -               |                    | -                  | -                  |             | -           | -           | 1      | 0      |        |
| 2021            | Cuiabá            | PD/MT+A         | 11+5       | 1+0        | CB              | 1               | 0               |                    | -                  | -                  |             | -           | -           | 17     | 1      |        |
| Totale carriera | Totale carriera   | Totale carriera | 52         | 4          |                 | 1               | 0               |                    | -                  | -                  |             | -           | -           | 53     | 4      |        |

## Palmarès

### Club

#### Competizioni statali
- Campionato Matogrossense: 1

Cuiabá: 2022